# Scoicile nu au vorbit niciodată
Scoicile nu au vorbit niciodată este un film documentar alb-negru realizat în anul 1962 de regizorul Virgil Calotescu și filmat de Sergiu Nicolaescu. Este primul film subacvatic românesc și al șaselea din lume și totodată primul film realizat de Sergiu Nicolaescu, care devenea astfel și primul operator subacvatic din România.

## Producție

### Pasiunea pentru scufundări
Sergiu Nicolaescu fusese angajat în 1954 ca inginer la Consiliul Cinematografiei, fiind transferat apoi ca șef al Serviciului Tehnic la Studioul cinematografic „Alexandru Sahia”. Tânărul inginer era pasionat de marinărie, înscriindu-se în 1947 la Școala de Ofițeri de Marină de la Constanța, ale cărei cursuri le-a abandonat după arestarea tatălui său, în ianuarie 1948.
El a urmărit filmările subacvatice ale scafandrului austriac Hans Hass și a început să facă scufundări, folosind aparate proprii de respirat sub apă. Inginerul a suferit două accidente grave, intoxicându-se prima dată din cauza unui aparat de oxigen și suferind a doua oară o embolie gazoasă. Într-una din aceste împrejurări, viața i-a fost salvată de regizoarea Elisabeta Bostan. El este primul specialist din țară care a folosit aparat autonom de respirat sub apă cu aer comprimat în scufundările submarine, fiind pentru o perioadă instructor al unei echipe de scafandri.

### Filmări
După primirea din Franța a unui aparat Aquaflex, pe care l-a îmbunătățit, Nicolaescu a hotărât să realizeze un film subacvatic; inițial, el urma să fie doar cameraman, iar Virgil Calotescu regizor. Înainte de începerea filmărilor, Calotescu a fost solicitat pentru a realiza un film documentar pe mare și i-a explicat cameramanului pe o bancă din Constanța cum să regizeze filmul și să-l monteze singur. Nicolaescu a filmat singur, fiind și regizor și monteur al filmului. A lucrat împreună cu un asistent, luat de la baza tehnică a studioului, folosind un camion pe care îl conducea el. 
Scoicile nu au vorbit niciodată a fost primul film regizat de el. Nicolaescu nu a mai realizat apoi și alte filmări subacvatice, el afirmând că sunt doar 15 zile pe an când se pot realiza filmări de calitate în Marea Neagră.
În volumul său de memorii, regizorul își descria astfel realizarea primului său film: 
„În acea calitate de șef al Serviciului Tehnic am avut ocazia să văd filmările subacvatice ale austriacului Hans Hass; am încercat și eu. Am început să fac scufundări, cu aparatură inventată de mine... Am avut și două accidente grave, era să mor, prima dată intoxicat din cauza unui aparat de oxigen, iar a doua oară din cauza unei embolii. Am primit din Franța primul „Aquaflex”, un aparat de filmat sub apă, pe care l-am îmbunătățit; am făcut și un costum de scafandru și așa am făcut „Scoicile n-au vorbit niciodată”, primul film din România și al șaselea film subacvatic din lume. Hotărâsem cu Virgil Calotescu să-l facem împreună - el regizor, iar eu cameraman. Când să începem filmările, Calotescu a trebuit să plece pentru a realiza un film documentar pe mare. Trebuia deci să fac singur filmul. Pe o bancă din Constanța, Virgil Calotescu mi-a predat, pe niște bucățele de hârtie, prima și singura lecție de regie din viața mea. Am realizat un film de 10 minute. Tot Calotescu m-a învățat cum să-l montez. Asta se întâmpla în 1958. Am fost scenarist, regizor, cameraman, monteur, încă de la primul meu film.”—Sergiu Nicolaescu